# Рио дела Каза (Алесандрија)
Рио дела Каза је насеље у Италији у округу Алесандрија, региону Пијемонт.
Према процени из 2011. у насељу је живело 27 становника. Насеље се налази на надморској висини од 266 м.